# Gagaoezië op het Türkvizyonsongfestival
Gagaoezië neemt sinds de eerste editie in 2013 onafgebroken deel aan het Türkvizyonsongfestival. De regio heeft in totaal 4 keer deelgenomen aan het festival.

## Geschiedenis

### 2013
Gagaoezië was een van de 25 deelnemende landen en regio's aan het eerste Türkvizyonsongfestival. Als een van de weinige regio's organiseerde de omroep een nationale finale om te bepalen welke artiest naar het Turkse Eskişehir zou gaan. De Gagaoezische omroep TRG werkte hiervoor samen met de Moldavische omroep TRM aangezien beide omroepen samen zouden deelnemen aan de eerste editie van het festival. Deze preselectie werd gewonnen door Ljoedmila Toekan. Nadien werd echter beslist dat ze enkel namens Gagaoezië, en niet namens heel Moldavië, naar het festival zou trekken.
In Turkije moest elke deelnemer eerst aantreden in de halve finale, waarbij Gagaoezië als zesde aan de beurt was. Bij het bekendmaken van de finalisten bleek dat Toekan zich niet had weten plaatsen voor de finale. De resultaten van de halve finale werden nooit bekend gemaakt.

### 2014
Ook het jaar nadien besloot de omroep deel te nemen aan het festival. Opnieuw werd een nationale preselectie georganiseerd om de Gagaoezische inzending te bepalen. In deze finale namen zes inzendingen het op tegen elkaar. Aan het eind van de rit werd Maria Topal met het lied Aaladım uitgeroepen tot winnares.
De tweede editie van het festival vond plaats in Kazan in de Russische deelrepubliek Tatarije. In de halve finale trad Gagaoezië als zevende op, na Albanië en voor Oekraïne. Met 162 punten eindigde Topal op de zestiende plaats en miste zo op een haar na de finale. Enkel de 15 best scorende landen en regio's mochten door naar de finale. Gagaoezië kwam hiervoor twee punten te kort.

### 2015
Het jaar nadien was Gagaoezië opnieuw van de partij. Voor het eerst besloot de omroep intern te bepalen wie naar het Turkse Istanboel mocht trekken. De keuze viel op Valentin Ormanji en zijn zelfgeschreven lied Sev beni sev. Voor het eerst was er geen halve finale op het Türkvizyonsongfestival, maar traden alle 21 deelnemers aan in één grote finale. Gagaoezië was als vijftiende aan de beurt, na de inzending van Macedonië en voor Oezbekistan. Aan het einde had Ormanji 154 punten gekregen, wat resulteerde in een tiende plaats.

### 2016
De Gagaoezische omroep maakte bekend dat de regio ook zou deelnemen aan de vierde editie in 2016 dat opnieuw in Istanboel georganiseerd zou worden. Begin december werd het festival echter verplaatst naar maart 2017 en zou de organisatie in handen komen van de Kazachse omroep. Uiteindelijk werd ook deze datum verschoven naar september 2017 en daarna helemaal geannuleerd. De omroep had nog geen nationale finale georganiseerd. Yulia Arnaut was reeds geselecteerd om het gebied te vertegenwoordigen.

### 2020
Bij de heropstart van het festival in 2020 was Gagaoezië opnieuw van de partij. Wegens de korte inschrijfdeadline werd besloten om geen nationale finale te organiseren, maar om de inzending intern te kiezen. De keuze viel op Yulia Arnaut, die na de geannuleerde editie van 2016 dus opnieuw de kans kreeg om Gagaoezië te vertegenwoordigen, en haar lied Kemençä. Omwille van de coronapandemie moesten alle deelnemers hun inzending op voorhand filmen en vond het festival zodoende online plaats. Arnaut kwam als 13de aan de beurt en sloot de avond af op de 10de plaats. Dit was een evenaring van het beste Gagaoezische resultaat tot dan toe.

## Gagaoezische deelnames
| Jaar | Artiest          | Titel          | Fin. | Ptn. | Semi | Ptn. | Taal                    |
| ---- | ---------------- | -------------- | ---- | ---- | ---- | ---- | ----------------------- |
| 2013 | Ljoedmila Toekan | Vernys ljoebov | X    | X    | -    | -    | Gagaoezisch en Russisch |
| 2014 | Maria Topal      | Aaladım        | X    | X    | 16   | 162  | Gagaoezisch             |
| 2015 | Valentin Ormanji | Sev beni sev   | 10   | 154  |      |      | Turks                   |
| 2020 | Yulia Arnaut     | Kemençä        | 10   | 185  |      |      | Gagaoezisch             |

| Kleur | Betekenis      |
| ----- | -------------- |
|       | Eerste plaats  |
|       | Tweede plaats  |
|       | Derde plaats   |
|       | Laatste plaats |
|       | Gastland       |